# Bartolomeo Bernardi
Pour les articles homonymes, voir Bernardi.
Bartolomeo Bernardi (né en 1670 à Bologne, mort en mai 1732 à Copenhague) est un violoniste et un compositeur italien de la fin du XVIIe et du début du XVIIIe siècle.

## Biographie
De sa jeunesse on sait seulement que Bartolomeo Bernardi est un élève de Giuseppe Torelli. Par ailleurs il se qualifie lui-même en 1692, dans la première publication de l'ensemble de ses œuvres, d'« Academico filarmonico », ce qui montre qu'il est membre de la prestigieuse union des musiciens de Bologne.
À partir de 1703, il est membre de l'orchestre royal de la cour du Danemark à Copenhague et, à partir de 1711, directeur musical de la cour, poste qu'il occupe jusqu'à sa mort.

## Œuvres
- 12 sonates en trio, op. 1 (Bologne, 1692) où se mêlent des éléments de la sonate d'église avec des mouvements de danse de la suite ;
- 10 Sonates en trio op.2 (Bologne, 1696) qui sont de pures sonates d'église ;
- 6 sonates pour violon et basse continue op. 3 (Estienne Roger, Amsterdam, 1700) ;
- Deux sonates conservées en manuscrit ;
- Diverses cantates.

## Opéras
- Il Gige fortunato, divertimento teatrale (1703, Copenhague, commandé par Frédéric IV à l'occasion de l'inauguration du nouvel opéra au palais Amalienborg)
- Diana e la fortuna (1703, Copenhague)

## Discographie
- "Qual di feroce tromba", Sonate e Cantate, I Solisti Ambrosiani: Tullia Pedersoli soprano, Davide Belosio violin, Claudio Frigerio cello, Enrico Barbagli organ, Emma Bolamperti harpsichord (2CD, UraniaRecords, LDV 14056, 2020)

## Source de traduction
- (de) Cet article est partiellement ou en totalité issu de l’article de Wikipédia en allemand intitulé « Bartolomeo Bernardi » (voir la liste des auteurs).